# Sélange
Sélange är en ort i Belgien.   Den ligger i provinsen Luxemburg och regionen Vallonien, i den sydöstra delen av landet, 180 km sydost om huvudstaden Bryssel. Sélange ligger 347 meter över havet och antalet invånare är 776.
Terrängen runt Sélange är platt, och sluttar söderut. Närmaste större samhälle är Arlon, 8,6 km norr om Sélange. 
Omgivningarna runt Sélange är en mosaik av jordbruksmark och naturlig växtlighet. Runt Sélange är det tätbefolkat, med 427 invånare per kvadratkilometer.